# Generator

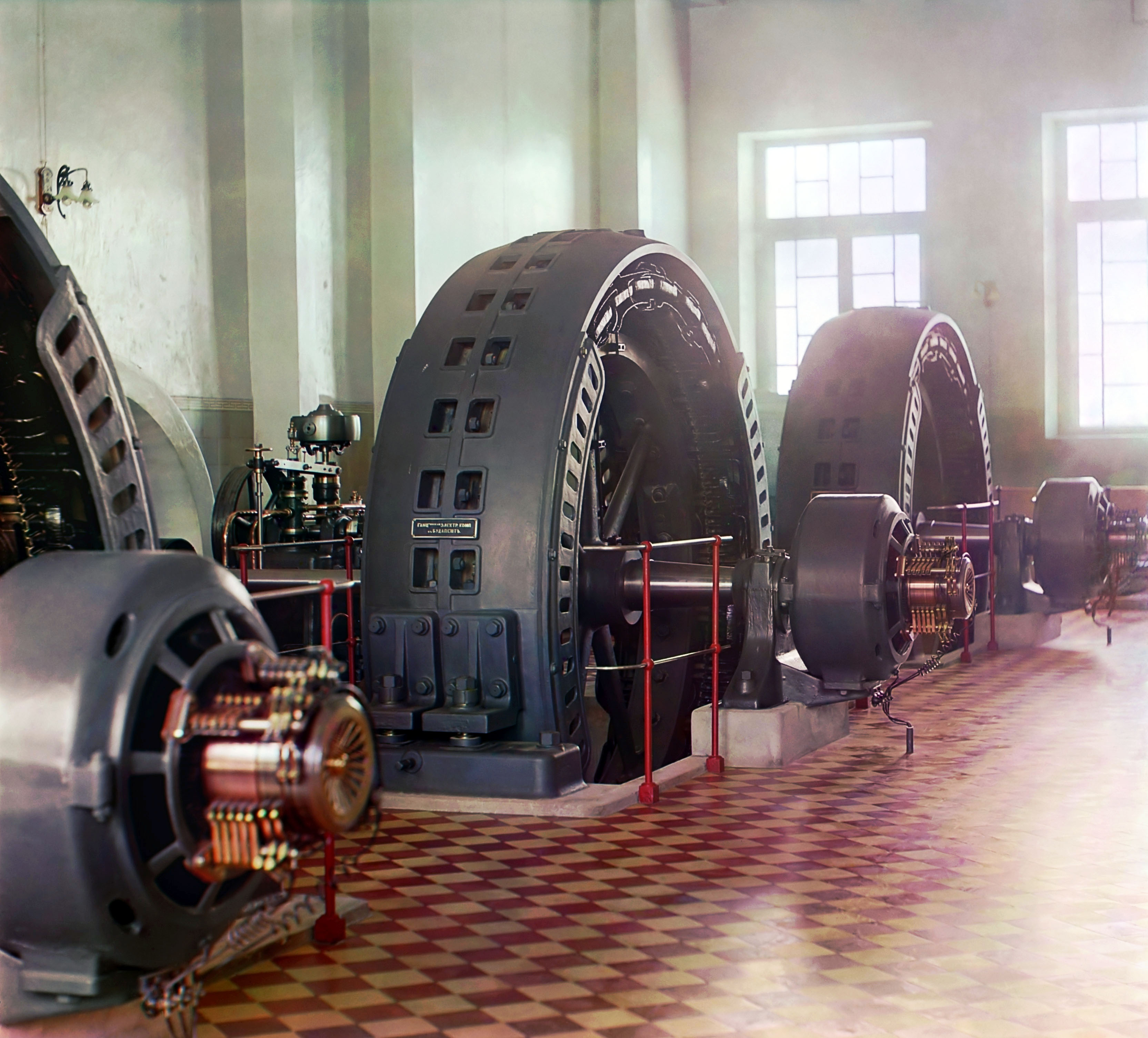
Generatorer i vattenkraftverk

När rörelseenergin kommer i form av rotation bildas elektrisk energi i spolarna längs sidan medan polerna byts + = röd, - = blå

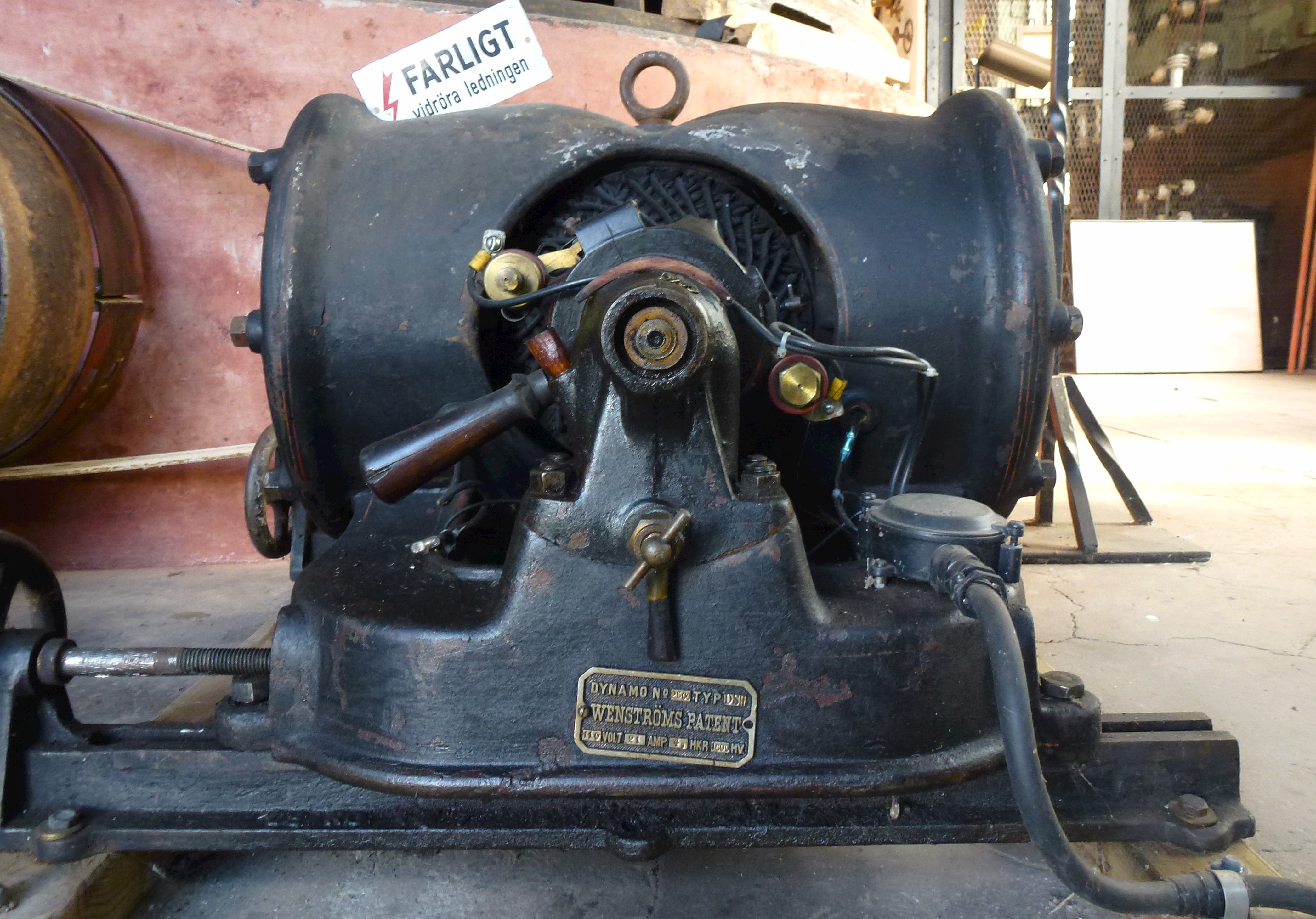
En dynamo, "Wenströms patent" (efter Jonas Wenström), står i Västanfors gamla kraftstation.

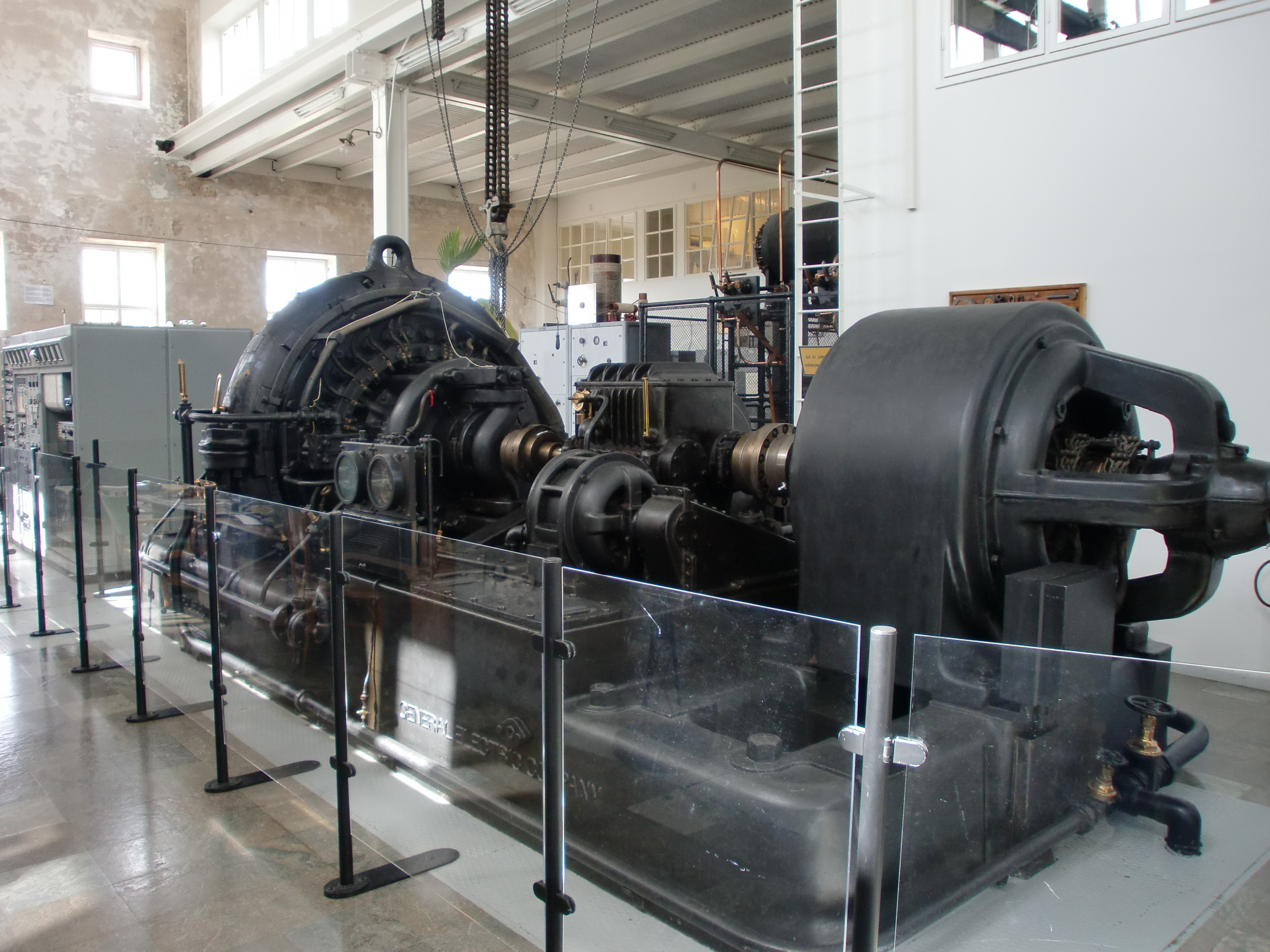
En Alexanderson-generator vid Grimetons radiostation för generering av högfrekvent växelström för användning i radiosändare.

Generator (latin: generator, 'upphov, skapare'), även kallad dynamo (engelska: dynamo-electric machine, efter grekiskans dynamis, 'kraft'), är en maskin som omvandlar rörelseenergi till elektrisk energi. Vid omvandlingen tillämpas induktionsprincipen/generatorprincipen, för när en elektrisk ledning och ett magnetfält rör sig i förhållande till varandra uppstår en elektromotorisk kraft (emk) i ledningen.

## Historisk utveckling
Innan sambandet mellan magnetism och elektricitet upptäcktes användes elektrostatiska generatorer. Dessa generatorer genererade mycket höga spänningar men låga strömstyrkor. Den danske professorn Hans Christian Ørsted fann sambandet mellan elektricitet och magnetism under en föreläsning den 21 april 1820, då han ledde elektrisk ström genom en ledning och såg att en kompassnål som låg på bordet rörde sig. Hans slutsats var att om elektricitet kan få magnetism att variera, kan varierande magnetism få elektricitet att variera. Michael Faraday var övertygad om detta och 1831 fann han att så var fallet med hjälp av tidsvarierande elektriska fält. Senare blev det möjligt att alstra elektricitet med generatorer som gav tillräcklig effekt för att driva elektriska motorer eller att få glödlampor att lysa.

### Jedliks dynamo
År 1827 började ungraren Anyos Jedlik experimentera med elektromagnetiska roterande enheter som han kallade elektromagnetiska självrotorer. I en prototyp med en enspolig elstart (färdigställd mellan 1852 och 1854) var både den stationära och den roterande delen elektromagnetisk. .

### Faradays skiva
Under åren 1831-1832, upptäckte Michael Faraday den operativa principen för elektromagnetiska generatorer, senare kallad Faradays lag, nämligen att en elektromotorisk kraft alstras i en ledare som omger ett varierande magnetiskt flöde. Han byggde också den första elektromagnetiska generatorn, kallad Faradays skiva, som var en typ av enpolig generator, med hjälp av en kopparskiva som roterar mellan polerna i en hästskomagnet. Denna teknik producerar en svag likspänning.

### Dynamo
En dynamo var den första elektriska generatorn som kunde leverera energi till industrin. En dynamo använder elektromagnetisk induktion för att omvandla mekanisk rotation till likström med hjälp av en kommutator. Den första dynamon byggdes av Hippolyte Pixii år 1832.
Ordet dynamo anknyter dock till dynamoprincipen, upptäckt av Werner von Siemens på 1860-talet. Enligt denna princip kan generatorn genom det remanenta magnetflödet på egen hand bygga upp sitt eget magnetfält.

### Asynkrongenerator
När större 3-fasnät byggdes upp under sista decenniet på 1800-talet och början på 1900-talet, blev det möjligt att ansluta asynkrongeneratorer till näten.
Om en 3-fas asynkronmotor (induktionsmotor) drivs med högre varvtal än det synkrona, fungerar motorn som en generator och matar ut energi i det växelströmsnät den är kopplad till. Ett villkor är att nätet är starkare än generatorn, så att nätet kan bromsa generatorn, annars kommer generatorn att höja nätets frekvens.
Om en asynkrongenerator tappar kontakten med nätet, till exempel genom ledningsbrott, måste den nödstoppas, annars kommer den att rusa och överbelastas. Om den exempelvis drivs av en vattenturbin måste turbinens tillopp stängas för att generatorn inte ska rusa okontrollerat. Eftersom strömavbrott är en trolig orsak till att turbin och generator måste stoppas så måste dessa anordningar för att stoppa anläggningen aktiveras automatiskt och utan strömförsörjning från det anslutande elnätet.

## Användning
Praktiskt taget all elenergi produceras med generatorer, oavsett om den kommer från kärnkraftverk eller vattenkraftverk. Enda undantaget är energin från solceller och bränsleceller.
För att producera elektricitet på avlägsna platser finns elverk vars generator vanligtvis drivs med en förbränningsmotor. I varje bil finns en generator, ofta driven från motorn via en rem, vars uppgift är att förse bilen med elektricitet och att ladda batteriet. De vanligaste generatorerna till en personbil är på 12 V, vilka genererar 14–14,9 V.
In på 1950-talet fanns det bilar med så kallade dynastartenheter, vilket var en kombinerad likströmsgenerator och startmotor. Att ha båda funktionerna i en enhet sparade lite vikt, men kompromisser gjordes i båda fallen. En likströmsgenerator består, liksom en likströmsmotor, av en magnet och en spole.
Generatorns funktion är omvändningen av den elektriska motorns, vilken omvandlar elektrisk energi till rörelseenergi.

## Likström eller växelström
En generator kan producera antingen likström eller växelström. Namnet dynamo (hämtat från Werner von Siemens forskning) används i svenskan på två sätt: antingen som en föråldrad benämning på en likströmsgenerator eller som en populär benämning på en växelströmsgenerator (alternator) för användning bland annat på en cykel. Liknande generatorer finns även i moderna vevlampor och vevradioapparater.

## Strömgenerator
En BJT kallas för styrbar strömgenerator för att dess kollektorström är {\displaystyle \beta } ggr högre än dess basström. Allmänt kan man säga att en strömgenerator är en elektrisk anordning som levererar en konstant ström oberoende av last. Detta kallas i elkretsläran för en Norton-ekvivalent strömkälla.